# Manuel Bartlett Díaz
Manuel Bartlett Díaz (né le 23 février 1936 à Puebla) est un homme politique mexicain qui pendant la présidence de Miguel de la Madrid Hurtado a été secrétaire de l'Intérieur (1982-1988), et secrétaire de l'éducation publique (1988-1992) pendant celle de Carlos Salinas de Gortari. De 1993 à 1999 il a été gouverneur de Puebla.
Il est actuellement sénateur, chargé de la coordination du Groupe du Parti du Travail.
Il est réputé être corrompu en raison de l'opacité de la gestion de ses entreprises familiales, selon la presse internationale.